# Aeroportul Oita
Aeroportul Oita (IATA: OIT, ICAO: RJFO) este un aeroport din Kunisaki, Prefectura Ōita, Japonia ce deservește zona Ōita. Aeroportul a fost tranzitat în 2023 de 1.721.012 pasageri. A fost deschis în 1957 și numit după Prefectura Ōita.
Situat la o altitudine de 5 m, aeroportul dispune de 1 pistă. Este operat de Ministry of Land, Infrastructure, Transport and Tourism⁠(d).

## Infrastructură

### Piste
Aeroportul dispune de o singură pistă. Pista 01/19 are suprafața de asfalt și dimensiunile 3.000 m × 45 m. 